# Università Alfonso X el Sabio
L’Università Alfonso X el Sabio (UAX) è la prima università privata spagnola approvata dalle Cortes Generales (parlamento spagnolo), nel 1993. Situata nella zona a nord-ovest di Madrid, precisamente nel comune di Villanueva de la Cañada, a 30 chilometri dal centro della capitale.

## Struttura
L'università è organizzata nelle seguenti aree di studio: 
- Ingegneria e architettura
- Lingue applicate
- Scienze della formazione
- Scienze della salute e dello sport
- Studi artistici
- Studi sociali e giuridici